# Бердыев, Поран Бердыевич
Поран Бердыевич Бердыев (туркм. Poran Berdiýew; род. ? — ) — туркменский государственный деятель. Генерал-полковник. Председатель Комитета национальной безопасности Туркменистана.

## Биография
- До 17 сентября 1998 — первый заместитель министра внутренних дел Туркменистана.
- 17 сентября 1998 — 14 марта 2002 — министр внутренних дел Туркменистана.
- 17 сентября 1998 — 16 сентября 2002 — ректор Академии полиции имени Президента Туркменистана, генерала армии С. А. Ниязова.
- 14 марта 2002 — 10 сентября 2002 — председатель Комитета национальной безопасности Туркменистана. В апреле 2002 года выступал в роли главного обвинителя группы офицеров КНБ Туркменистана во главе с Мухаммедом Назаровым[1][2][3]
- 10.09.2002 — 15.11.2002 — хяким Балканского велаята. 15 ноября 2002 года обвинен в срыве хлопкоуборочной кампании в Балканском велаяте, уволен за серьезные недостатки в работе и как несправившийся со своими служебными обязанностями[2].

### После отставки
Сразу после увольнения был посажен по прямому указанию Сапармурата Ниязова под домашний арест. Сведения о дальнейшей судьбе Бердыева расходятся. По заявлениям корреспондента радиостанции «Немецкая Волна» Ораза Сарыева и корреспондента газеты «Время новостей» Александра Дубнова, Поран Бердыев был умерщвлен в собственном доме в Ашхабаде, где находился под домашним арестом 25 ноября 2002 года. По заявлениям корреспондента интернет-газеты Лента.Ру Елены Любарской и журнала Планета, в апреле 2004 года в Ашхабаде на закрытом судебном процессе Поран Бердыев был приговорен к 25 годам лишения свободы. Также есть сведения о том, что Бердыев умер в заключении в 2017 году.

## Награды и звания
- Генерал-полковник (по состоянию на сентябрь 2002)